# Irishman Creek

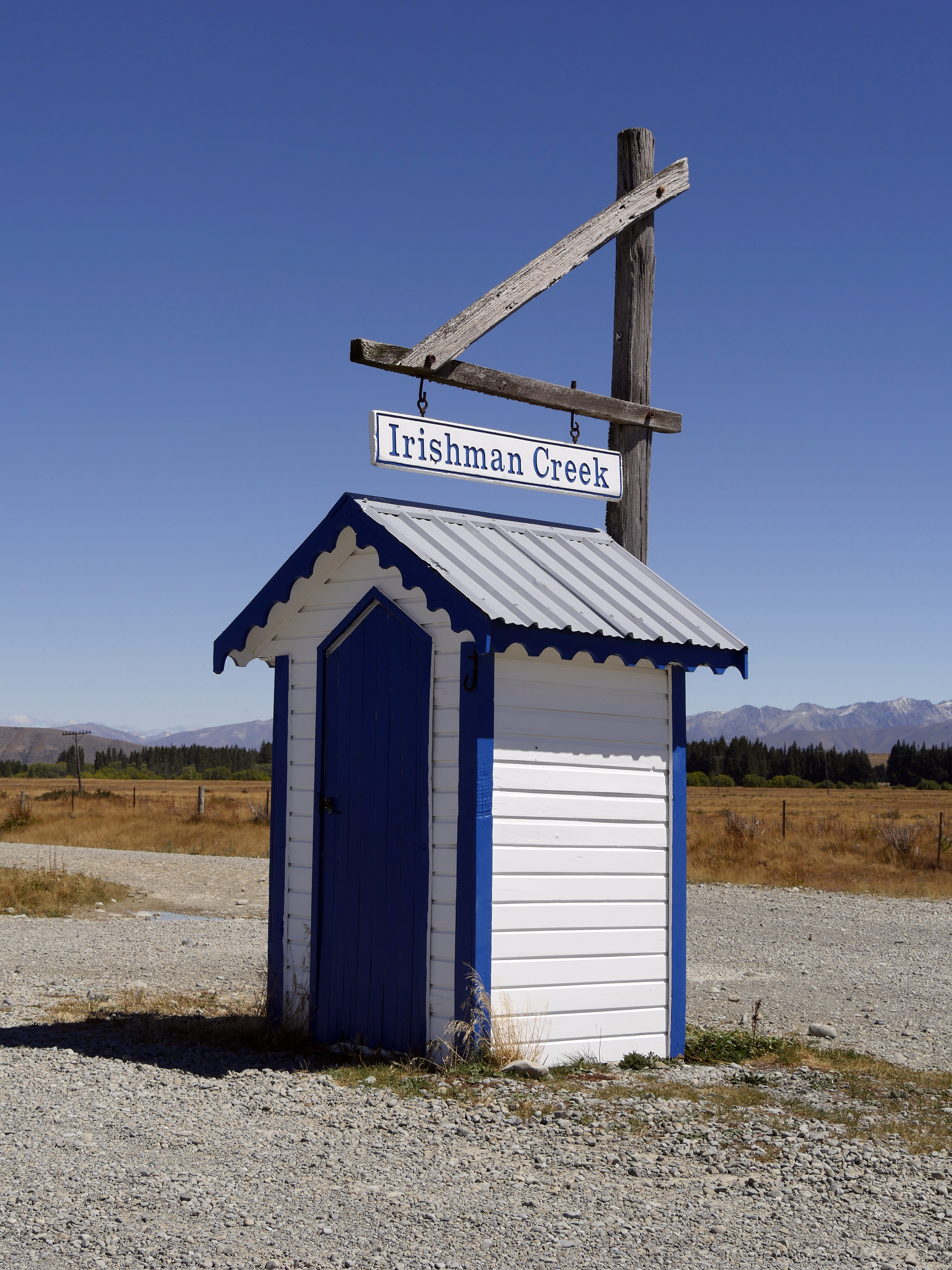
Post Box

Der Irishman Creek ist ein kleiner 40 km langer Bach im Mackenzie District der Region Canterbury auf der Südinsel von Neuseeland.

## Geographie
Der Irishman Creek entspringt an der Südflanke des 2330 m hohen Mount Stevenson, der zu den südlichen Ausläufern der Neuseeländischen Alpen zählt. Von seinem Quellgebiet aus verläuft der Bach in wenigen Windungen in Richtung Süden, unterquert in einer künstlich angelegten Tunnelröhre auf Kanalkilometer 13 den Tekapo Canal und mündet schließlich nach 40 km Bachverlauf als rechter Nebenfluss in den Tekapo River. Der New Zealand State Highway 8 überquert den Bach 1,5 km südlich des Tekapo Canal.
Rund 12 km westlich des Irishman Creek liegt der Lake Pukaki und rund 10 km östlich der Lake Alexandrina und knapp zwei Kilometer weiter der Lake Tekapo. Die Landschaft zwischen den Seen und eine kleine Siedlung an dem Irishman Creek wurde nach dem Bach benannt.

## Geschichte
Bekannt wurde der Bach und die Landschaft in Neuseeland durch ein kleines blauweißes Holzhäuschen, das am Straßenrand des New Zealand State Highway 8 „in the middle of nowhere“ (in der Mitte vom Nirgendwo) steht und über dem ein Schild mit der Aufschrift „Irishman Creek“ hängt. Vielfach fotografiert bekam die Szene auch Beachtung in verschiedenen Fernsehsendungen Neuseelands und wurde darüber landesweit bekannt.
Äußerlich wie ein Toilettenhäuschen aussehend, wird dieses Depot für Post und Pakete von LKWs mit Postlieferungen für die 2 km entfernt liegende kleine Siedlung versorgt.

## Historisches Gebiet
Das Gebiet um den Kreuzungsbereich New Zealand State Highway 8, Tekapo Canal und Irishman Creek bis hin zum Lake Pukaki, das als Pt Run 343 bezeichnet wird und dem neuseeländischen Staat gehört, wurde am 23. Juni 1983 vom New Zealand Historic Places Trust als historisches Areal eingestuft und die Gebäude Power House und Workshop in die Kategorie II der schutzwürdigen Gebäude eingetragen.